# Le Locheur
Le Locheur est une ancienne commune française, située dans le département du Calvados en région Normandie (région administrative), devenue le 1er janvier 2017 une commune déléguée au sein de la commune nouvelle de Val d'Arry.
Elle est peuplée de 253 habitants.

## Géographie
La commune est aux confins de la plaine de Caen, du Bessin et du Bocage virois, dans le Pré-Bocage, désignation récente, sorte de seuil du Massif armoricain. Son bourg est à 4,5 km à l'ouest d'Évrecy, à 9,5 km à l'est de Villers-Bocage, à 12 km au sud-est de Tilly-sur-Seulles et à 19 km au sud-ouest de Caen.
Le Locheur est dans le bassin de l'Orne, par son affluent l'Odon qui traverse le sud et l'est du territoire. Plusieurs de ses affluents confluent sur le territoire communal dont le douet de Banneville qui marque la limite ouest, l'Ajon et le ruisseau du Val Chesnel qui marque la limite nord.
Le point culminant (131 m) se situe en limite ouest. Le point le plus bas (50 m) correspond à la sortie de l'Odon du territoire, à l'est. La commune est bocagère.
|                                              | Noyers-Bocage (comm. nouv. de Val d'Arry), Missy (comm. nouv. de Val d'Arry)                       | Missy (comm. nouv. de Val d'Arry)                    |
| Tournay-sur-Odon (comm. nouv. de Val d'Arry) | du Locheur                                                                                         | Bougy                                                |
| Tournay-sur-Odon (comm. nouv. de Val d'Arry) | Tournay-sur-Odon (comm. nouv. de Val d'Arry), Vacognes-Neuilly (comm. ass. de Neuilly-le-Malherbe) | Vacognes-Neuilly (comm. ass. de Neuilly-le-Malherbe) |

## Toponymie
Le nom de la localité est attesté sous les formes Locherium en 1162 et Locheor en 1166. L'origine du toponyme est obscure. Plusieurs hypothèses sont avancées sans réelles convictions. Il pourrait s'agir d'un surnom à partir de l'ancien français lochier, « agiter », « boiter », ou loucheur, « celui qui louche », ou du terme régional locher, « bouger », « remuer », ou encore du germanique luggi, « secouer ». Le toponyme pourrait également être issu de l'anthroponyme germanique Leutcarius.

## Histoire
En 1832, Le Locheur (292 habitants en 1831) absorbe la commune d'Arry (81 habitants), au nord-est de son territoire.
Le 1er janvier 2017, Le Locheur rejoint avec Tournay-sur-Odon la commune de Noyers-Missy créée l'année précédente créée sous le régime juridique des communes nouvelles instauré par la loi no 2010-1563 du 16 décembre 2010 de réforme des collectivités territoriales. Les communes de Noyers-Bocage, Le Locheur, Missy et Tournay-sur-Odon deviennent des communes déléguées et Noyers-Bocage, précédent chef-lieu de Noyers-Missy, est le chef-lieu de la commune nouvelle.

## Politique et administration
| Période                                  | Période       | Identité             | Étiquette | Qualité               |
| ---------------------------------------- | ------------- | -------------------- | --------- | --------------------- |
| 1983                                     | mars 2014     | Jean-Claude Debaudre | SE        | Agriculteur           |
| mars 2014                                | décembre 2016 | Arnaud Dubois        | SE        | Professeur des écoles |
| Les données manquantes sont à compléter. |               |                      |           |                       |

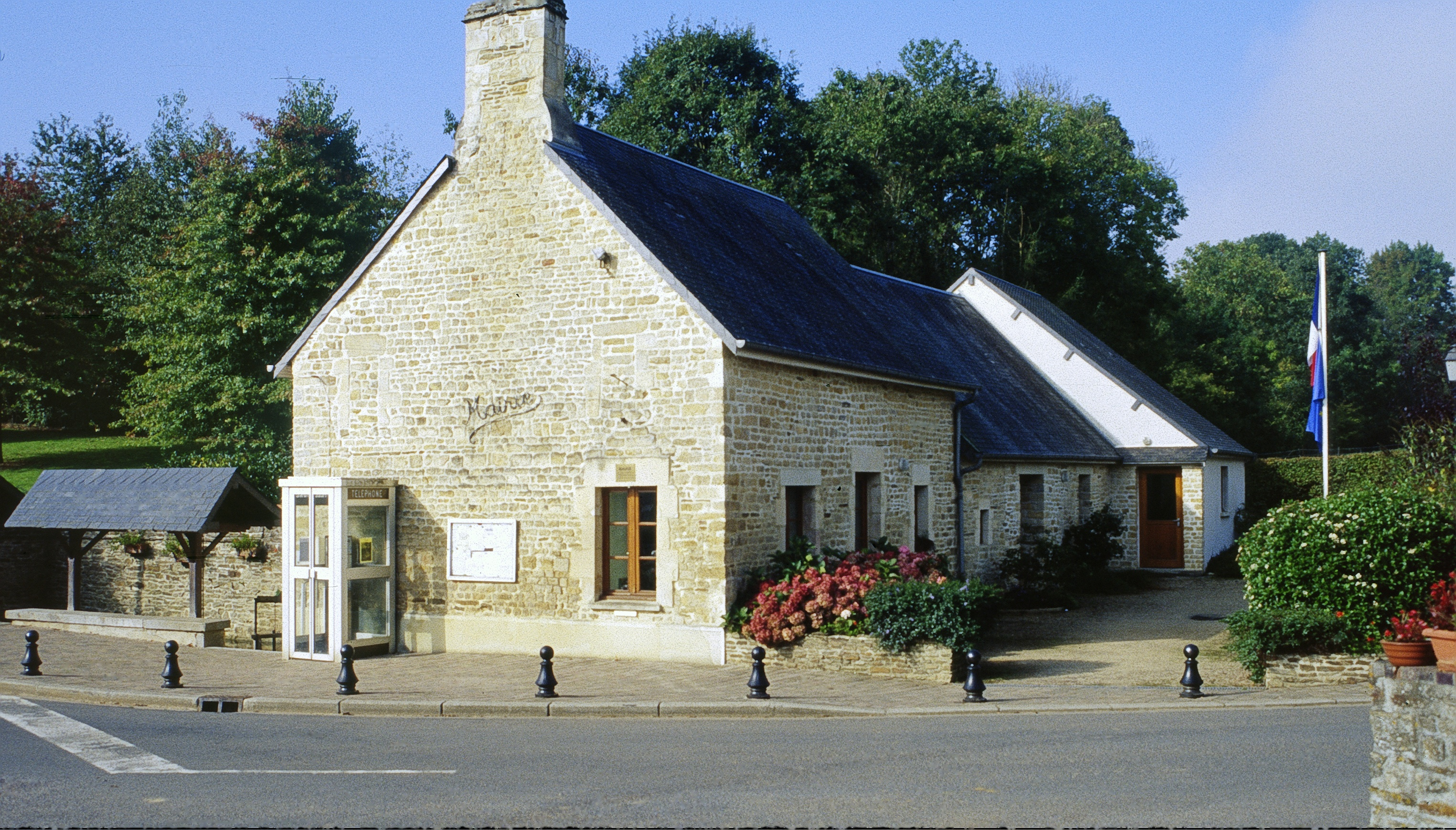
La mairie.

Le conseil municipal était composé de onze membres dont le maire et deux adjoints.Ces conseillers intègrent au complet le conseil municipal de Val d'Arry le 1er janvier 2017 jusqu'en 2020 et Arnaud Dubois devient maire délégué.

## Démographie
L'évolution du nombre d'habitants est connue à travers les recensements de la population effectués dans la commune depuis 1793. À partir du 1er janvier 2009, les populations légales des communes sont publiées annuellement dans le cadre d'un recensement qui repose désormais sur une collecte d'information annuelle, concernant successivement tous les territoires communaux au cours d'une période de cinq ans. 
Pour les communes de moins de 10 000 habitants, une enquête de recensement portant sur toute la population est réalisée tous les cinq ans, les populations légales des années intermédiaires étant quant à elles estimées par interpolation ou extrapolation. Pour la commune, le premier recensement exhaustif entrant dans le cadre du nouveau dispositif a été réalisé en 2006,.
En 2021, la commune comptait 253 habitants, en évolution de −2,69 % par rapport à 2015 (Calvados : +1,58 %, France hors Mayotte : +2,49 %).
Le Locheur a compté jusqu'à 404 habitants en 1836, recensement faisant suite à la fusion avec Arry, population identique au recensement suivant (1841).
| 1793 | 1800 | 1806 | 1821 | 1831 | 1836 | 1841 | 1846 | 1851 |
| ---- | ---- | ---- | ---- | ---- | ---- | ---- | ---- | ---- |
| 262  | 243  | 292  | 296  | 292  | 404  | 404  | 391  | 378  |

| 1856 | 1861 | 1866 | 1872 | 1876 | 1881 | 1886 | 1891 | 1896 |
| ---- | ---- | ---- | ---- | ---- | ---- | ---- | ---- | ---- |
| 382  | 378  | 346  | 329  | 306  | 282  | 280  | 322  | 268  |

| 1901 | 1906 | 1911 | 1921 | 1926 | 1931 | 1936 | 1946 | 1954 |
| ---- | ---- | ---- | ---- | ---- | ---- | ---- | ---- | ---- |
| 226  | 200  | 193  | 183  | 178  | 161  | 170  | 163  | 191  |

| 1962 | 1968 | 1975 | 1982 | 1990 | 1999 | 2006 | 2011 | 2016 |
| ---- | ---- | ---- | ---- | ---- | ---- | ---- | ---- | ---- |
| 177  | 188  | 183  | 186  | 242  | 280  | 277  | 271  | 256  |

| 2019 | - | - | - | - | - | - | - | - |
| ---- | - | - | - | - | - | - | - | - |
| 246  | - | - | - | - | - | - | - | - |

| 1793 | 1800 | 1806 | 1821 | 1831 |
| ---- | ---- | ---- | ---- | ---- |
| 103  | 69   | 78   | 72   | 81   |

## Lieux et monuments
- Église Saint-Jacques du XIIIe siècle inscrite aux Monuments historiques[16],
- Église d'Arry, du XIIe siècle, décrite par Arcisse de Caumont dans sa Statistique monumentale[17], dont l'autel était un réemploi de la pierre tombale de Jean de Malherbe (1480), écuyer, sieur d'Arry, et de Catherine Le Verrier (1444). Cette tombe a été vendue le 6 juillet 1855 par la fabrique au musée de la Société des antiquaires de Normandie[18],[19].
- Manoir d'Arry (XVIIe siècle) dont une cheminée monumentale.